# Stanwellia media
Stanwellia media är en spindelart som först beskrevs av Forster 1968 och finns på Nya Zeeland.  Stanwellia media ingår i släktet Stanwellia, och familjen Nemesiidae. Inga underarter finns listade.